# Marvel Puzzle Quest
Marvel Puzzle Quest es un videojuego de combinación de fichas gratuito desarrollado por Demiurge Studios y publicado por D3 Publisher y Marvel Entertainment el 3 de octubre de 2013. Es la cuarta entrega de la serie Puzzle Quest. Está ambientado en el universo Marvel, con 293 personajes de Marvel jugables, desbloqueables y reclutables.
Está disponible de forma gratuita en App Store para iOS, Google Play para Android y Steam para Microsoft Windows. Se lanzó una alta definición puerto del juego desarrollado por WayForward Technologies en PlayStation 3, PlayStation 4 y Xbox 360 en 2015; y Xbox One en 2016. El juego fue lanzado en Amazon Kindle en 2016.

## Jugabilidad
Los jugadores reúnen un equipo de tres superhéroes o supervillanos de Marvel de varias historias, controlando al equipo contra un equipo de hasta otros tres superhéroes o supervillanos en batallas de tres en raya por turnos. Cada partido codificado por colores daña al oponente del jugador, mientras crea puntos de acción que pueden obtener habilidades especiales. Las gemas desaparecen y se reponen desde arriba a medida que se combinan. Cuando se combinan, los seis colores de las gemas en el tablero otorgan energía que se puede usar para ejecutar movimientos especiales. Los jugadores intercambian golpes de un lado a otro hasta que uno de ellos es derribado. Cuando todos los enemigos son derribados, la pelea termina y se revela una recompensa para el ganador: una de las monedas del juego, potenciadores especiales o un nuevo personaje. Este personaje se puede agregar a tu lista. Si es un duplicado, se convierte en una portada de nivel superior. Los jugadores ganan puntos al ganar batallas y luego los aplican para desbloquear nuevos ataques y subir de nivel. El tablero es muy táctico, con hasta media docena de posibles consideraciones más allá de la mejor combinación en un momento dado.
Hay dos modos principales: historia y multijugador, donde los jugadores pueden luchar contra otros equipos controlados por la inteligencia artificial del juego. El juego es gratuito, con oportunidades para comprar niveles o nuevos personajes. También se pueden obtener nuevos personajes, un paquete de Iso-8, monedas de héroe y otros elementos al reproducir niveles antiguos. A medida que se amplía la lista de jugadores, también se amplían las posibilidades de composición del equipo y selección de habilidades.
Un jugador colecciona portadas de cómics en el juego para desbloquear nuevos personajes y mejorar los existentes. Cada personaje tiene un conjunto de portadas de cómics reales asociadas con ellos, que representan las habilidades del personaje y permiten al jugador mejorar las habilidades del personaje o subir de nivel. En julio de 2014, se introdujeron Team-Ups, lo que permite a un jugador luchar con habilidades de un solo uso de personajes que no forman parte de los equipos del jugador.
Los personajes se clasifican en diferentes niveles usando estrellas. Van desde personajes de una estrella, que son los más débiles, hasta personajes de cinco estrellas, que son los más fuertes y poderosos.

## Sinopsis
La historia involucra una nueva y poderosa sustancia llamada Iso-8 y los intentos de Norman Osborn de suplantar a S.H.I.E.L.D.. Hay cinco misiones para detener a Osborn en su juerga de terror mundial. La historia original se basa en la trama de Dark Reign y fue escrita por Frank Tieri y Alex Irvine. Irvine también escribió otros jugador contra entorno eventos del juego, como "Webbed Wonder", donde Spider-Man se une a Howard the Duck para averiguar el paradero de Tía May.

## Personajes
El juego presenta una variedad de héroes y villanos clásicos de Marvel, incluidos Spider-Man, Capitán América, Wolverine, Iron Man, Thor, Black Widow, Storm y Magneto, junto con menos- personajes conocidos como Moonstone. En conmemoración del primer aniversario del juego, el 17 de octubre de 2014 se agregó Thor: Goddess of Thunder, la versión femenina de Thor, lo que convirtió a "Marvel Puzzle Quest" en el primer videojuego en presentar al personaje. Dinosaurio Diablo también se agregó como un personaje jugable para el aniversario, a través de un paquete de aniversario y como recompensa diaria para aquellos que jugaron durante más de 365 días. Otros personajes que se han agregado desde el inicio del juego incluyen Blade en octubre de 2014 y Cyclops en febrero de 2015. Kamala Khan, quien fue anunciado como un nuevo personaje de Marvel en noviembre de 2013 y es el primer musulmán superhéroe en liderar una serie de cómics, apareció en el juego. El juego ha recibido constantemente dos nuevos personajes por mes. A partir de abril de 2023, hay 294 personajes en el juego, incluidos 8 de una estrella, 14 de dos estrellas, 53 de tres estrellas, 138 de cuatro estrellas y 81 de cinco estrellas.
Se crearon tres variantes de personajes existentes especialmente para el juego: una Peggy Carter que se convirtió en Capitán América, y finalmente obtuvo una versión de cómics como parte de los Exiles, y una versión animada en el programa ¿Qué pasaría si...?; Wolverine (Samurai Daken), donde el hijo de Wolverine toma el nombre en clave de su padre como expiación por matarlo; y Deadpool (Spirit of Vengeance), un Deadpool que se convirtió en un Ghost Rider.

## Historia y desarrollo
El primer juego Puzzle Quest, Puzzle Quest: Challenge of the Warlords, fue concebido y diseñado por el diseñador de juegos australiano Steve Fawkner, el diseñador original del Warlords serie de juegos de computadora, que creó en 1989. Al crear Puzzle Quest, Fawkner se inspiró en su amor por el videojuego de rompecabezas de combinación de fichas Bejeweled. Puzzle Quest: Challenge of the Warlords fue seleccionado por D3 Publisher y lanzado el 20 de marzo de 2007 para Nintendo DS y PlayStation Portable. It was an instant success, winning a 2008 Academy of Interactive Arts & Sciences award for Downloadable Game of the Year. It was also nominated for Handheld Game of the Year. Las versiones para Xbox Live Arcade, Wii, Windows, PlayStation 2 y dispositivos móviles siguieron ese mismo año. Fue lanzado para PlayStation 3 y iOS a finales de 2008.
Marvel Puzzle Quest fue lanzado en todo el mundo por D3 Publisher y Marvel Entertainment el 3 de octubre de 2013. Fue el segundo juego desarrollado internamente por Demiurge Studios. El juego se tituló originalmente Marvel Puzzle Quest: Dark Reign, antes de que se eliminara el subtítulo "Dark Reign" después de una actualización de julio de 2014. D3 Publisher declaró que el título revisado significaba el comienzo de la expansión del juego más allá de la historia de "Dark Reign".
El 18 de febrero de 2015, Sega Networks adquirió Demiurge Studios, pero la adquisición no incluía los derechos de Marvel Puzzle Quest.
En 2022, 505 Games compró D3 Go!, y el mantenimiento de "Marvel Puzzle Quest" finalmente pasó a manos de Broken Circle Studios.

## Recepción crítica
IGN calificó el juego con un 9,1 sobre 10 y escribió: "Marvel Puzzle Quest ha tomado la idea de un juego de rompecabezas con una superposición de elementos estratégicos/de rol, y lo ha convertido en un juego intrincadamente elaborado, experiencia notablemente profunda". IGN agregó que el juego es "convincente en cada nivel" con "desafíos constantes y objetivos por los que trabajar". Touch Arcade le otorgó cuatro de cinco estrellas, calificándolo de "jugable compulsiva y enfermizamente" y escribiendo que, en comparación con otros juegos de "Puzzle Quest", "Marvel Puzzle Quest" es más calculado y estratégico, con un enfoque en la lucha en equipo en lugar del combate individual. El juego ha recibido una calificación de 74 en Metacritic. MacLife dijo que "hace un buen trabajo animando el género de combinar tres para los fanáticos del cómic".
Marvel Puzzle Quest es un ganador del Premio Tabby de 2014 a las mejores aplicaciones y juegos para Android en la categoría de juego: rompecabezas, cartas y familia.
Peter Rubin, editor colaborador de la revista Wired, escribió un artículo sobre el juego 7 años después del lanzamiento, Marvel Puzzle Quest podría ser mi juego para siempre